# Zlatko Saračević

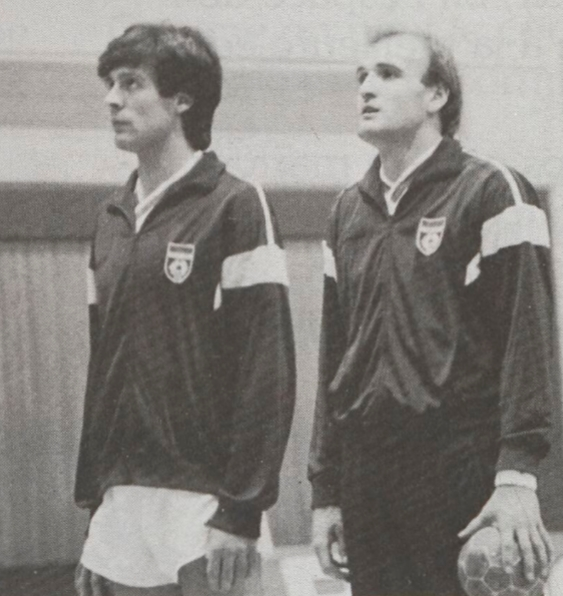
Saračević (à droite) aux côtés de Mile Isaković vers 1988.

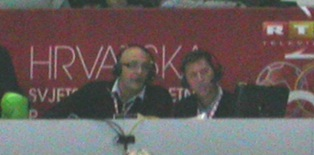
Saračević (à gauche) en commentateur en 2009.

Zlatan Saračević, dit Zlatko Saračević, né le 5 juillet 1961 à Banja Luka et mort le 21 février 2021 à Koprivnica, est un ancien handballeur yougoslave puis croate évoluant au poste d'arrière droit. Son père, Hamdija Saračević, est également un ancien handballeur international yougoslave. Champion du monde en 1986 avec la Yougoslavie, il devient ensuite Champion olympique en 1996 avec la Croatie. Il a également évolué pendant 7 saisons en France, étant meilleur buteur du Championnat de France en 1991.
Reconverti entraîneur, il meurt à 59 ans des suites d'une crise cardiaque après un match remporté par son équipe, le Podravka Koprivnica,

## Biographie

### Carrière de joueur
Zlatan Saračević nait en 1961 à Banja Luka, ville où se trouve le club dans lequel évolue son père, le RK Borac Banja Luka, club phare de Yougoslavie. C'est naturellement qu'à l'âge adulte, Zlatko évolue dans ce club multi-confessionnel. Marchant sur les traces de son père, il devient international yougoslave en 1982 lors d'un match face aux États-Unis, remportant le titre de champion du monde en 1986 puis la médaille de bronze aux Jeux olympiques de 1988.
Mais, les résurgences nationalistes qui apparaissent à la fin des années 1980 touchent de plein fouet Banja Luka : les nationalistes serbes détruisent les seize mosquées de la ville et l'une des deux églises catholiques. Dès lors, Zlatko et sa famille «n'ont eu que quelques heures pour fuir la ville, car sinon les Serbes leur coupaient la tête». Né d'un père musulman et d'une mère croate, il se tourne alors vers une « autre patrie », la Croatie : il évolue ainsi pendant trois saisons au RK Agram Medveščak Zagreb, puis, après la dislocation de la Yougoslavie, c'est le maillot de l’équipe nationale de Croatie qu'il revêt. Devenu capitaine de la sélection à damier, il devient ainsi vice-champion du monde en 1995 et surtout champion olympique en 1996 avec quatre autres anciens joueurs du RK Borac Banja Luka : Irfan Smajlagić, Patrik Ćavar et Iztok Puc.
Entre-temps, il rejoint en 1990 la France et le club des Girondins de Bordeaux de Boro Golić. Auteur d'une saison pleine où il termine meilleur buteur du championnat, il est recruté par l'USAM Nîmes la saison suivante. Il y remporte un titre de champion de France en 1993, une Coupe de France en 1994 et rate de peu la qualification en finale de la Ligue des champions en 1994. 
Le club nîmois étant contraint de déposer le bilan, Saračević rejoint alors l'US Créteil pour la saison 1994-95 sous les ordres de Thierry Anti puis l'Istres Sports pour les deux saisons suivantes.
En 1997, il retrouve la Croatie et le Badel Zagreb avec lequel il atteint la finale de la Ligue des champions en 1998 et en 1999, terminant meilleur buteur de la compétition en 1999 et en 2000. Entre 2000 et 2002, il évolue pour le club hongrois du Fotex Veszprem où il remporte deux titres de champion de Hongrie et s'incline pour la troisième fois en finale de la Ligue des champions. Il met un terme à sa carrière en 2003 après une dernière saison au RK Zamet Rijeka.

### Carrière d'entraîneur
Après la fin de sa carrière de joueur, il met 10 ans à retrouver le haut niveau en devenant en 2013 l'entraîneur adjoint du RK Zagreb aux côtés de Boris Dvorsek. Au début de la saison 2014-15, à la suite du renvoi de Dvorsek, Saračević assure l'intérim jusqu'à l'arrivée de Veselin Vujović.
Reconverti entraîneur, il ne parvient pas à s'imposer sur la durée dans un club. En 2018, il prend en charge le meilleur club croate féminin, Podravka Koprivnica.
Le 21 février 2021, il est victime d'une crise cardiaque après un match remporté par son équipe et meurt à l'hôpital,.

## Palmarès

### Club
compétitions internationales
- Ligue des champions
  - Finaliste en 1998 et 1999 (avec Badel Zagreb) et 2002 (avec Fotex Veszprem)
  - 3e  en 1994 (avec USAM Nîmes)

compétitions nationales
- Championnat de Yougoslavie
  - Vainqueur (1) : 1981 (avec Banja Luka)
  - Deuxième en 1985 (avec Banja Luka)
- Vainqueur de la Coupe de Yougoslavie (3) : 1979 (avec Banja Luka), 1989, 1990
- Championnat de France
  - Vainqueur (1) : 1993
  - Deuxième en 1994
- Vainqueur de la Coupe de France (1) : 1994
- Vainqueur du Championnat de Croatie (3) : 1998, 1999, 2000
- Vainqueur de la Coupe de Croatie (3) : 1998, 1999, 2000
- Vainqueur du Championnat de Hongrie (2) : 2001, 2002
- Vainqueur de la Coupe de Hongrie (1) : 2002

### Sélection nationale
Jeux olympiques
- Médaille d'or aux Jeux olympiques d'été de 1996 à Atlanta,  États-Unis
- Médaille de bronze aux Jeux olympiques d'été de 1988 à Séoul,  Corée du Sud

Championnat du monde
- Médaille d'or au Championnat du monde 1986,  Suisse
- Médaille d'argent au Championnat du monde 1995,  Islande

Championnat d'Europe
- Médaille de bronze au Championnat d'Europe 1994,  Portugal

Autres
- Médaille d'or au Championnat du monde junior en 1981[5]
- Médaille d'or aux Jeux méditerranéens de 1993 en Languedoc-Roussillon

## Récompenses individuelles
- meilleur buteur de la Ligue des champions (2) : 1999 et 2000[9]
- meilleur buteur du championnat de France (1) : 1991 et 1997
- Élu handballeur croate de l'année en 1999 et 2002